# Harpendyreus notoba
Harpendyreus notoba är en fjärilsart som beskrevs av Henry Trimen 1868. Harpendyreus notoba ingår i släktet Harpendyreus och familjen juvelvingar. Inga underarter finns listade i Catalogue of Life.